# (3270) Dudley
(3270) Dudley ist ein  Asteroid des inneren Hauptgürtels, der am 18. Dezember 1982 von den US-amerikanischen Astronomen Schelte John Bus und Carolyn Shoemaker am Palomar-Observatorium (IAU-Code 675) auf dem Gipfel des Palomar Mountains etwa 80 Kilometer nordöstlich von San Diego, Kalifornien entdeckt wurde.

## Benennung
(3270) Dudley wurde nach H. Dudley Wright (1921–1992) benannt, einem Ingenieur, Erfinder, Unternehmer und Förderer von Wissenschaft, Bildung und Kunst in Kalifornien und Genf. Der Astronom Eugene Shoemaker, Ehemann der Entdeckerin Carolyn Shoemaker, bestätigte die Benennung.